# La Hoguera Bárbara
La Hoguera Bárbara (Fogueira Bárbara) é o nome pelo qual é conhecido na historiografia equatoriana o magnicídio do ex-presidente da República do Equador José Eloy Alfaro Delgado e o assassinato de um grupo de militares e funcionários leais ao mandatário, ocorridos na cidade de Quito no domingo, 28 de agosto de 1912, por um linchamento. O termo foi usado pela primeira vez como título da biografia de Alfaro que o escritor e historiador Alfredo Pareja escreveu em 1943.
Além do ex-presidente Alfaro, vários de seus homens de confiança foram assassinados, incluindo seu irmão Medardo Alfaro, seu sobrinho Flavio Alfaro, o general Ulpiano Páez e o coronel Luciano Coral. Como prelúdio dos fatos ocorridos em Quito, na cidade de Guayaquil, três dias antes, o general Pedro Jacinto Montero havia sido assassinado de maneira semelhante.